# 1863 w polityce

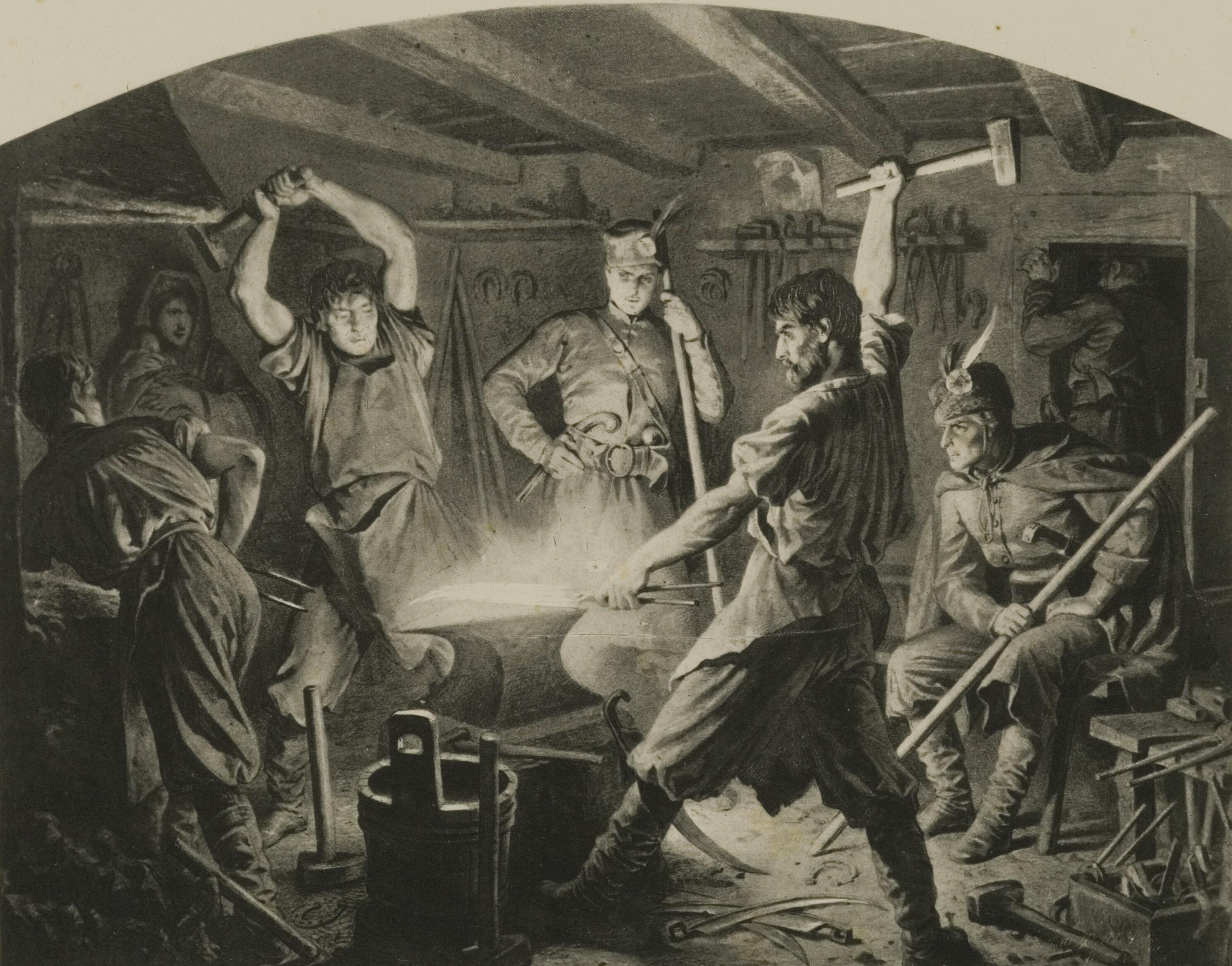
Artur Grottger, rysunek z cyklu "Polonia", poświęconego Powstaniu styczniowemu

Wydarzenia polityczne w 1863 roku.

## Wydarzenia
- Powstanie styczniowe[1].
  - 22 stycznia wybuch powstania[2].
  - 19 marca - aresztowanie i internowanie przez Austriaków Mariana Langiewicza - upadek dyktatury Mariana Langiewicza[3].
  - 21 marca - odezwa Stefana Bobrowskiego o przejęciu władzy powstańczej przez Komitet Centralny Narodowy[4].

- Wojna secesyjna.
  - 1 lipca-3 lipca Bitwa pod Gettysburgiem[5].

## Zmarli
- 12 kwietnia - Stefan Bobrowski, polski polityk, przewodniczący Tymczasowego Rządu Narodowego, zastrzelony w pojedynku[6]
- 12 maja Radama II, władca Madagaskaru[7].